# Гимново
Гимново (на гръцки: Ροδακινέα, до 1954 година Νέα Στράντζα, до 1940 година Λευκόγεια, до 1929 година Γκίμνοβο, катарвуса Γκίμνοβον) е село в Република Гърция, област Централна Македония, Иматия, дем Негуш.

## География
Селото е разположено в Солунското поле на три километра североизточно от демовия център Негуш (Науса).

## История

### В Османската империя
Гимново е българско село, унищожено от войските на Абу Лабуд паша при потушаването на Негушкото въстание в 1822 година. По-късно е използвано за зимуване от власи скотовъдци.

### В Гърция
Селото попада в Гърция след Балканските войни в 1912 - 1913 година. Споменато е в преброяването от 1913 година с 25 жители власи. В 1918 година е присъединено към община Църмариново, но не фигурира в преброяването от 1920 година. Малко по-късно тук са настанени гърци бежанци, които наричат селото Неа Струмца (Νέα Στρούμτσα), в превод Нова Струмица, под което име фигурира в преброяването от 1928 година. В 1929 година името на селото е сменено на Левкогия (Λευκόγεια), а малко по-късно на Неа Страндза (Νέα Στράντζα), в превод Нова Странджа, под което име фигурира в преброяването от 1940 година. В 1954 година е прекръстено на Родакинеа, но името Неа Страндза продължава да се употребява.
По време на Гражданската война, през пролетта на 1947 година, жителите на селото са насилствено изселени от властите.
В преброяванията от 1961 и 1971 година е без жители, тъй като те се изселват в Негуш, откъдето обработват имотите си в землището на Гимново. Селото произвежда предимно праскови, откъдето идва и името Родакинеа, в превод Праскова.
| Година    | 1913 | 1920 | 1928 | 1940 | 1951 | 1961 | 1971 | 1981 | 1991 | 2001 | 2011 | 2021 |
| --------- | ---- | ---- | ---- | ---- | ---- | ---- | ---- | ---- | ---- | ---- | ---- | ---- |
| Население | 25   |      | 541  | 165  | 128  | 137  |      |      | 131  | 24   | 45   | 10   |